# Моко (музикален инструмент)
Моко е музикален перкусионен инструмент от групата на металните идиофони.
Моко се състои от корпус, изработен от бронз. На вид изглежда подобно на инструментите „наковалня“ и брейк-дръм. Има виетнамски произход, характерен за културата Донг Сон.